# Hermandades Sindicales de Labradores y Ganaderos
Les Hermandades Sindicales de Labradores y Ganaderos (en català: Germandats Sindicals de Pagesos i Ramaders) eren organitzacions sindicals creades sota l'auspici del règim de Franco per a la protecció i assistència als agricultors i els ramaders mitjançant un conjunt d'organismes de rang local, comarcal, provincial i nacional.
Només a partir de 1962 i fins a 1980 es va crear la Germandat Sindical Nacional. Com a òrgans inferiors hi havia les Cambres Oficials Sindicals Agràries (COSA, entre 1947 i 1977). Les Germandats Sindicals Locals van sorgir a partir de 1944, igual que les Germandats Sindicals Comarcals. És una organització resultat directe del Fur del Treball i de l'obligació de sindicació. Estaven, per tant, enquadrades dins de Central Nacional-Sindicalista.
Les seves funcions eren molt diverses, com relacionar-se amb el Servei Nacional de Productes Agraris (SENPA), contractar les escoles bressol rurals, gestionar les bàscules de pesos, preparar les cartilles de l'agricultor, celebrar la contractació d'assegurances col·lectives contra fenòmens meteorològics com la pedra o incendis, etc.

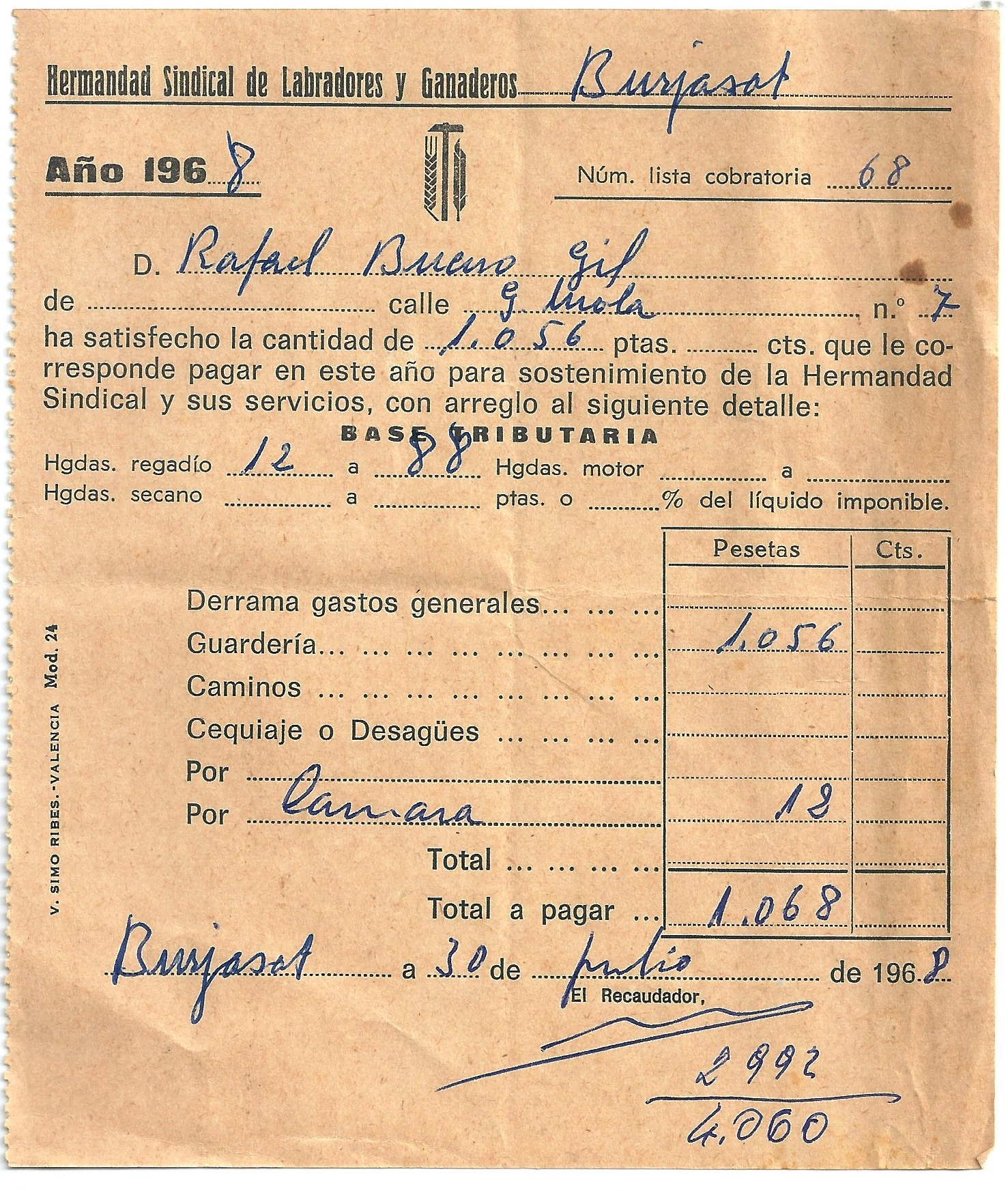
Liquidació i rebut de pagament de la quota. Burjassot, 1968

La complexitat de la seva estructura depenia de la quantitat de pagesos socis de cada Germandat. Cal destacar la figura del cap de la Germandat, la Junta Sindical (assemblea de representants), o el secretari.
Les Germandats Sindicals Locals solien estar vinculades a les cooperatives del camp existents a cada localitat.
Les germandats sindicals solien organitzar a cada localitat la festa de Sant Isidre, patró dels agricultors.
Les germandats sindicals van desaparèixer com a tals el 1977 amb la seva transformació en Cambres Agràries.